# Velhas Virgens
Velhas Virgens é uma banda brasileira independente de rock que tem como característica letras irreverentes, geralmente com assuntos sexuais e alcoólicos.
Proveniente de São Paulo, o grupo tem quinze discos lançados e tem seu espaço no cenário alternativo nacional, mesmo sem tocar em rádios ou aparecerem em programas de TV ao longo de seus 35 anos de história.

## História

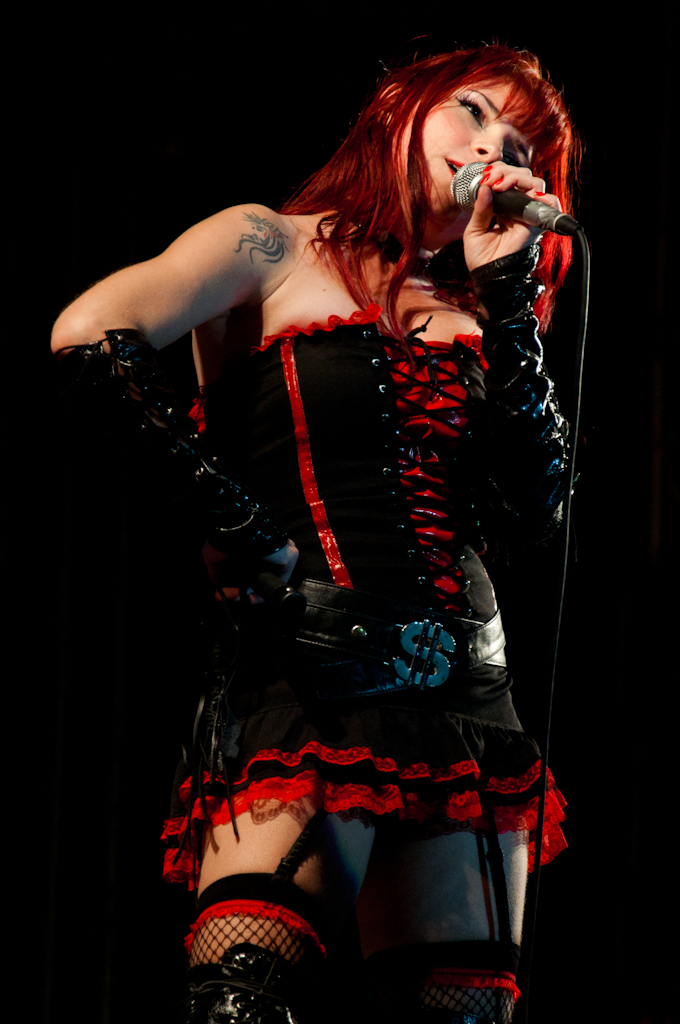
Juliana Kosso (vocalista do grupo entre 2008 até 2024)

Em 1986, "Paulão" de Carvalho, que já tinha tocado na banda "Beba Cerveja E Seus Copos Quebrados", que era o esboço do que se tornaria a atual Velhas Virgens, conheceu Alexandre "Cavalo" Dias. Inicialmente, Paulão tocava baixo e Cavalo guitarra. Chamaram os amigos Rick para assumir a bateria e Celso - irmão do Paulão - para os vocais. Até o final da década de 1980, tocaram em vários lugares, mudando diversas vezes de baterista durante esses anos.
Na virada da década, o vocalista Celso deixa a banda, só restando os fundadores, mas logo apareceu Mário Sérgio "Lips Like Sugar" para assumir definitivamente o comando da bateria. Paulão assume os vocais, a gaita e continua com o baixo, enquanto o recém-chegado Fabiano assume o posto de guitarrista. Com essa mudança de formação, a banda passou a flertar mais com o blues. Gravaram algumas demos e fizeram diversas apresentações.
O ano de 1993 marca a saída de Fabiano. Quem assume seu lugar na guitarra é Caio "The Kid" Andrade. É gravado em 1994 e lançado no ano seguinte o primeiro álbum, intitulado de Foi Bom Pra Você?. Já neste primeiro trabalho está contida uma característica que surgiu na banda a partir de 1990: as letras escrachadas falando basicamente de mulheres, cerveja e rock and roll. Outra marca do grupo foi chamar artistas consagrados para participar de algumas canções. Na estreia encontram-se as presenças de Pit Passarell do Viper, Oswaldo Vecchione do Made in Brazil, Eduardo Araújo e Marcelo Nova do Camisa de Vênus. Um disco de estreia bem aceito pelos fãs, com sonoridade voltada para o rock and roll clássico e blues e músicas como "Minha Vida é o Rock 'n Roll" (cover do Made in Brazil), "Cerveja na Veia", "Só Para Te Comer", "Excesso de Quorum" e "De Bar em Bar Pela Noite", essa com a participação de Marcelo Nova. Nesse mesmo ano a dançarina Cláudia Lino passa a acompanhar a banda nas apresentações.
Em 1996, as Velhas Virgens assinam com a gravadora Velas, da qual o cantor Ivan Lins é um dos sócios. Também em 1996, a entrada do baixista Edu Gago faz com que Paulão se dedique somente aos vocais e a gaita. O segundo disco Vocês Não Sabem Como é Bom Aqui Dentro é lançado ainda em 1996, trazendo mais convidados ilustres como Roger do Ultraje a Rigor, que canta com Paulão a sádica "Mulher do Diabo", que conta ainda com a presença do baixista ex-Ultraje Serginho Petroni. Rita Lee, que já havia escrito a apresentação do primeiro disco, aparece aqui para cantar a saga noturna de bebedeiras na "Beijos de Corpo". O guitarrista Sérgio Hinds da banda O Terço deixa sua marca em "Pão Com Cerveja". Destacam-se ainda as canções "Já Dizia o Raul", "Vocês Não Sabem Como é Bom Aqui Dentro", a balada Blues "Não Vale Nada", entre outras.
Em 1997, a banda faz mais de 50 concertos pelos estados de São Paulo, Paraná, Minas Gerais e Rio de Janeiro. Até que Lips sofre um acidente de moto e Paulão se machuca jogando bola, o que causa uma parada de dois meses na banda.
Em 1998, sai Edu para a entrada de Tuca "Pés-de-Arara" no baixo, completando a formação atual. Neste mesmo ano, iniciaram a produção do terceiro disco, porém com o cenário nacional de Rock em baixa, optaram por uma produção independente, dado a dificuldade de contratos com grandes gravadoras. Cavalo abre sua gravadora, a Gabaju Records, e exatamente em agosto de 1999 é lançado $r. $uce$$o, o terceiro disco. Com participações como Adriana Lessa, Célso Viáfora, Luís Carlini, Mário Ribeiro, Neto Botelho, o disco vem um pouco mais recheado de baladas e canções críticas. A canção que dá título ao disco, $r. $uce$$o, é bem recebida pelos fãs, fazendo uma critica direta ao mercado fonográfico, quanto ao seu lado mercantilista e comercial. Destacam-se ainda "A Minhoca Que Acendia o Rabo", a bem humorada "Domingo na Praia", "Essa Tal Tequila" e "O Verdadeiro Amor".
A chegada dos anos 2000 e o advento da internet foi um marco na história das Velhas, e em 2001 dois CD's foram lançados, Reveillon-2001 que vem com mais de 200 fotos do grupo e de Cláudia Lino "A Mulher Diabo", mais 6 videoclipes da banda, conta com as cifras de todos os álbuns anteriores, além de 9 músicas nunca antes lançadas e Abre essas pernas – Ao Vivo que contém alguns sucessos da banda, como “Madrugada e Meia”, “De Bar em Bar” e “Safadeza pura” gravado no Teatro Mars, em São Paulo nos dias 8 e 9 de junho do ano 2001.
No ano seguinte, Claudia Lino se despede da banda e Roberta "Guti" Schwantes se torna a nova integrante, fazendo parte do grupo até o fim da turnê do álbum Com a Cabeça no Lugar, e logo dando lugar para Lili, que entrou no período do novo projeto, Carnavelhas, aonde a banda utilizava marchinhas autorais da banda e os clássicos das marchinhas carnavalescas.
Lili seguiu no grupo até 2008, dando lugar à Juliana "Juju" Kosso, ex-integrante da última formação do conjunto vocal A Patotinha e também da banda Coyote, além de ter um projeto solo.
Em 2012, a banda lança uma linha exclusiva de cerveja, produzida em Ribeirão Preto, em comemoração aos 25 anos de carreira. A receita é do baixista Tuca Paiva.
Em 2016, a banda sai em turnê comemorativa aos 30 anos, que culmina em um show gravado ao vivo em outubro daquele ano em São Paulo, lançado no ano seguinte em CD e DVD, chamado Velhas Virgens 30 anos – Ao vivo no Love Story.
Em 21 de junho de 2019 é lançado nas plataformas de áudio o single "O bar me chama". No ano seguinte, é lançado o álbum do mesmo nome, que faz homenagem ao rock dos anos 1970. No Carnaval de 2021, é lançado o single "Marcha da vacina". Mais tarde no mesmo ano, o álbum é indicado ao Grammy Latino de melhor álbum de rock ou música alternativa em língua portuguesa.
Em 2023, a cantora Juliana Kosso tomou a decisão de deixar o grupo devido a questões pessoais e a banda promoveu um concurso para encontrar uma nova vocalista. Após cerca de um mês do concurso, a banda escolheu a amazonense Ana Paula “Ony” Pessoa para o posto.

## Discografia
Álbuns de estúdio
- Foi Bom pra Você? (1995)
- Vocês Não Sabem Como é Bom Aqui Dentro!! (1997)
- Sr. Sucesso (1999)
- Com a Cabeça no Lugar (2003)
- Cubanajarra (2006)
- Ninguém Beija como as Lésbicas  (2009)
- Todos os Dias a Cerveja Salva a Minha Vida! (2014)
- O Bar Me Chama (2020)

Álbuns de Carnaval
- Carnavelhas (2004)
- Carnavelhas 2: Do Love Story até a Av. São João (2011)
- Carnavelhas III: Bebadoriso (2013)

Álbuns ao vivo
- Abre Essas Pernas Ao Vivo (2001)
- Nós Somos as Velhas Virgens! 21 Anos (2008)
- Rockin Beer Tour - 25 Anos de Velhas Virgens (2011)
- 30 Anos: Ao Vivo no Love Story (2017)

Coletâneas
- Reveillon (2001)
- Pirataria Autorizada (2006)
- Pirataria Autorizada 2 (2006)
- Garçons do Inferno (2015)
- Correndo pra Encontrar o Meu Amor (2018)

DVD's
- Abre Essas Pernas Ao Vivo (2001)
- Do Arco das Velhas - 1986-2006 (2006)
- Nós Somos as Velhas Virgens! 21 Anos (2008)
- Velhas Virgens: Atrás de Cerveja e Mulher (documentário) (2008)
- Rockin Beer Tour - 25 Anos de Velhas Virgens (2011)
- Ninguém Beija Como as Lésbicas (Ao Vivo em Curitiba) (2015)
- 30 Anos - Ao Vivo no Love Story (2017)

## Integrantes

### Formação atual
- Paulão de Carvalho - vocal, gaita e sax[1] (1986-presente); baixo (1986-1995)
- Alexandre "Cavalo" Dias - guitarra e backing vocal (1986-presente)
- Carlos "Tuca Pés-de-Arara" Paiva - baixo (1998-presente) e backing vocal  (2006-presente)
- Simon Brow - bateria (2006-presente)
- Filipe Cirilo - guitarra e slide (2015-presente)
- Ana "Ony" Pessoa - vocal e performer (2023-presente)

### Ex-integrantes
- Celso de Carvalho - vocal (1986-1990, falecido)
- Rick - bateria (1986-1990)
- Fabiano Pimenta - guitarra (1990-1993)
- Mário Sérgio "Lips Like Sugar" Freire - bateria (1990-2006)
- Eduardo "Gago" Lucena - baixo (1993-1997)
- Caio "The Kid" Andrade - guitarra e lap steel (1993-2008)
- Cláudia Lino - vocal e performer (1994-2002)
- Roberta "Guti" Schwantes - vocal e performer (2002-2003)
- Liliany "Lili" Takara - vocal e performer (2005-2008)
- Roy Carlini - guitarra, lap steel e backing vocal (2008-2014)
- Juliana "Juju" Kosso - vocal e performer (2008-2023)